# Theridion submissum
Theridion submissum är en spindelart som beskrevs av Willis J. Gertsch och Davis 1936. Theridion submissum ingår i släktet Theridion och familjen klotspindlar. Inga underarter finns listade i Catalogue of Life.